# 向笠愼二
向笠 愼二（むかさ しんじ、1933年11月6日 - 2017年8月3日）は、日本の経営者。大林組第5代社長、会長を務めた。福岡県出身。

## 経歴
1957年に東京大学工学部建築学科を卒業し、同年に大林組に入社。1987年6月に取締役に就任し、1989年6月に常務、1990年6月に専務を経て、1993年6月には副社長に就任し、1997年6月に社長に昇格。2005年6月から最高顧問を務めた。
2017年8月3日腎盂がんのために死去。83歳没。